# Odocoileus cariacou gymnotis
Odocoileus cariacou gymnotis es un cérvido que habita en el norte de Sudamérica.

## Distribución
Esta subespecie se distribuye en el norte de América del Sur, Venezuela (en la cuenca baja del río Orinoco) y en las Guayanas, así como también en el norte de Brasil y Colombia. 

## Taxonomía
Este taxón fue descrito originalmente en el año 1833 por el zoólogo Wiegmann.
Durante décadas fue considerado sólo una subespecie del venado de cola blanca común (Odocoileus virginianus), es decir: Odocoileus virginianus gymnotis, hasta que en el año 1999 fue transferido a otra especie Odocoileus cariacou.
O. cariacou gymnotis se ha mantenido aislado de O. lasiotis por al menos un mínimo de unos 350 000 años, según se desprende de formulaciones de escenarios paleobiogeográficos concordantes con datos
genéticos, morfológicos, arqueológicos y paleontológicos.
O. cariacou gymnotis se ha mantenido aislado de O. margaritae por unos 400 000 años, logrando conservar intacto su identidad
taxonómica pese a un breve contacto ecológico y reproductivo entre ambas taxas acaecido hace 17 000 a 13 000 años.
Localidad tipo
La localidad tipo indicada fue: “Stammt aus Columbien” restringida por Osgood en el año 1914 a la “región del Orinoco, Venezuela”.

## Características y costumbres
O. cariacou gymnotis posee el pelaje con una coloración general de tonalidad amarillenta a rojiza. Es mucho más corto que el de O. goudotii y O. lasiotis.
Es un animal de hábitos huidizos, terrestres y crepusculares. Recorre, solo en pareja o pequeños grupos, en búsqueda de vegetación tierna, intentando pasar desapercibido de sus predadores. Es un rumiante con una dieta herbívora y frugívora; consume brotes, hojas, frutos y semillas. 
Frente a una amenaza, emprende la huida; en la carrera mantiene la cola levantada (la cual es blanca por debajo) para que el destello blanco actúe como una señal visual de peligro para otros miembros de su grupo, si bien en este taxón es más corta, y elevada expone menos blanco, comparándola con la de los venados de cola blanca norteamericanos.
Se comunica sexualmente y marca su territorio mediante la orina y con el frotado de objetos con alguna de sus varias glándulas odoríferas: preorbitales (junto a sus ojos), tarsales e interdigitales (en sus patas) y las situadas en las bases de su cornamenta. La glándula metatarsal —presente en los venados de cola blanca norteamericanos— en este taxón posee un escaso o nulo desarrollo. 
Ambos sexos poseen el mismo pelaje todo el año, es decir, no presentan cambio estacional. El macho es el único que presenta cornamenta, la cual es ramificada, siendo renovada todos los años. Al entrar las hembras al estro, los machos se enfrentan en combates entre sí para tener el derecho a montarlas. El ganador podrá copular con cuantas hembras le sea posible. Luego de una gestación que dura unos 7 meses, la hembra pare una sola cría, la que muestra una librea compuesta por un salpicado blanco en el pelaje dorsal, el que va desapareciendo con el correr de los meses.